# Dyke

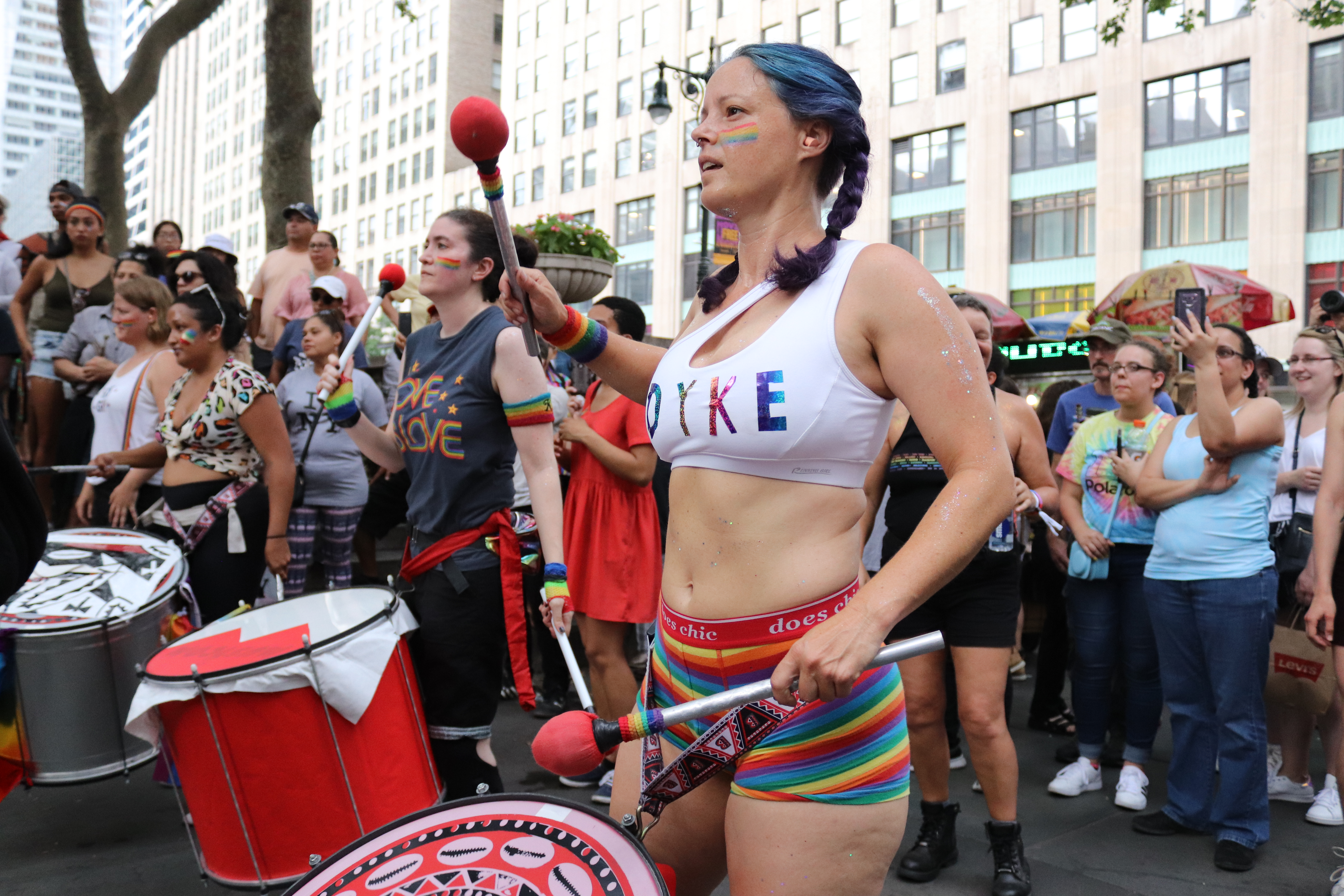
Dyke March en Nueva York.

Dyke es un término del argot en idioma inglés que significa lesbiana. Se originó como un insulto homofóbico para niñas o mujeres con características tradicionalmente consideradas como masculinas, butch o andróginas. El uso peyorativo de la palabra aún existe, pero el término dyke ha sido reapropiado por muchas lesbianas para implicar asertividad y dureza.

## Orígenes
El origen del término dyke es desconocido y se han propuesto muchas teorías. La mayoría de las etimologías afirman que dyke se deriva de bulldyke, que tiene un significado similar. El término aparece por primera vez en un artículo de agosto de 1921 en la revista Medical Review of Reviews titulado «The "Fairy" and the Lady Lover». En este artículo, Perry M. Lichtenstein, médico de prisiones de la ciudad de Nueva York, informa sobre el caso de una prisionera que examinó: «Ella declaró que había practicado el 'bull diking', como ella lo llamaba. Estaba prisionera en uno de los reformatorios, y allí una joven se enamoró de ella».  Las formas bulldyker y bulldyking también aparecen más adelante en las novelas del renacimiento de Harlem de finales de la década de 1920, incluyendo Tropic Death de Eric D. Walrond de 1926, Nigger Heaven de Carl van Vechten de 1926 y Home to Harlem de Claude McKay de 1928. El Oxford English Dictionary señala como primera constatación el American Thesaurus of Slang de Berrey y Van den Bark de 1942, que incluye bulldiker como sinónimo de lesbiana.
Desde mediados del siglo XIX hasta principios del siglo XX, «dike» había sido una expresión del argot estadounidense para referirse a un hombre bien vestido, donde «diked out» y «out on a dike» indicaban que un joven vestía su mejor ropa y estaba listo para pasar una noche en la ciudad. La etimología de ese término también es oscura, pero puede haberse originado como una variante virginiana de deck y decked out.
En la década de 1950, la palabra dyke era utilizada como un término despectivo para referirse a las lesbianas por parte de personas heterosexuales, pero también era utilizada por lesbianas de estatus social más alto para identificar a lesbianas «crudas y rudas».
En un estudio de 1970, Julia Stanley teorizó que la fuente de estas diferentes definiciones proviene de subdialectos determinados por el género, especialmente porque en Estados Unidos, la comunidad LGBT es una «subcultura con su propio lenguaje».  Anteriormente, los hombres homosexuales definían a dyke como lesbiana sin ninguna distinción. Para las lesbianas de la comunidad, sin embargo, una dyke es una persona extremadamente masculina, fácilmente identificable y dada a la indiscreción. Bull dyke es una extensión de este término, con el agregado de que esta persona es descrita como desagradable, agresiva y excesivamente demostrativa de su odio hacia los hombres. 
En 1995, Susan Krantz analizó la etimología de bulldyke, con derivaciones del inglés medio para bull y dick para dyke. Por lo tanto, un posible origen para una lesbiana masculina proviene de bulldicker, que podría significar específicamente «pene falso», denotando a un «hombre falso».

## Aceptación de su uso
En 1969, la comunidad gay comenzó a marchar en las calles para exigir derechos civiles. Términos como dyke y faggot se utilizaban para identificar a personas como activistas políticos de la comunidad gay. En esa época, dyke se refería a una mujer comprometida con la revolución, la posición más radical. Un auge del feminismo en la comunidad lesbiana condujo al «lesbianismo separatista», que enfatizaba que las mujeres lesbianas debían considerarse separadas de los hombres, sus ideas y movimientos.
En 1971, el poema The Psychoanalysis of Edward the Dyke, de Judy Grahn, fue publicado por el Women's Press Collective. Este uso del término dyke empoderó a la comunidad lesbiana porque hasta entonces sólo se había empleado como una condena. Debido a la exposición de la palabra al público, el término dyke fue recuperado por la comunidad lesbiana en la década de 1970.
A finales del siglo XX y principios del XXI, muchas lesbianas adoptaron el término dyke como un símbolo de orgullo y empoderamiento.   Alison Bechdel, autora de la tira cómica Dykes to Watch Out For (1983-2008),  afirmó que el uso del término era «activismo lingüístico». La tira describe la vida de una comunidad lésbica y es una de las primeras representaciones de lesbianas en la cultura popular. Se ha descrito como «tan importante para las nuevas generaciones de lesbianas como lo fueron para una generación anterior novelas emblemáticas como Rubyfruit Jungle (1973) de Rita Mae Brown y Kinflicks (1976) de Lisa Alther».
El término dyke también es importante en la comunidad leather, que lo usa como contraparte del término leatherman (hombre gay). Debido a su asociación con la comunidad leather, algunas personas usan el término dyke, en lugar de lesbiana, para indicar una posición en las debates feministas sobre sexualidad.
En su artículo de 2011 The Only Dykey One, Lucy Jones sostiene que la consideración de la cultura lésbica es fundamental para comprender la construcción de la identidad lésbica. La situación llegó a un punto crítico cuando la Oficina de Patentes y Marcas de los Estados Unidos le negó al grupo de motociclistas lésbicos Dykes on Bikes una marca registrada para su nombre, con el argumento de que dyke era ofensivo, despectivo y despectivo para las lesbianas. Sin embargo, la oficina dio marcha atrás y permitió al grupo registrar su nombre después de que los abogados apelaron y presentaron cientos de páginas para demostrar que la palabra del argot no menosprecia a las lesbianas como lo hacía antes. El 8 de diciembre de 2005, Dykes on Bikes ganó el caso de la marca registrada, y desde entonces la organización ha ganado reconocimiento internacional por liderar desfiles del orgullo gay desde San Francisco hasta Sídney.

## Dyke March

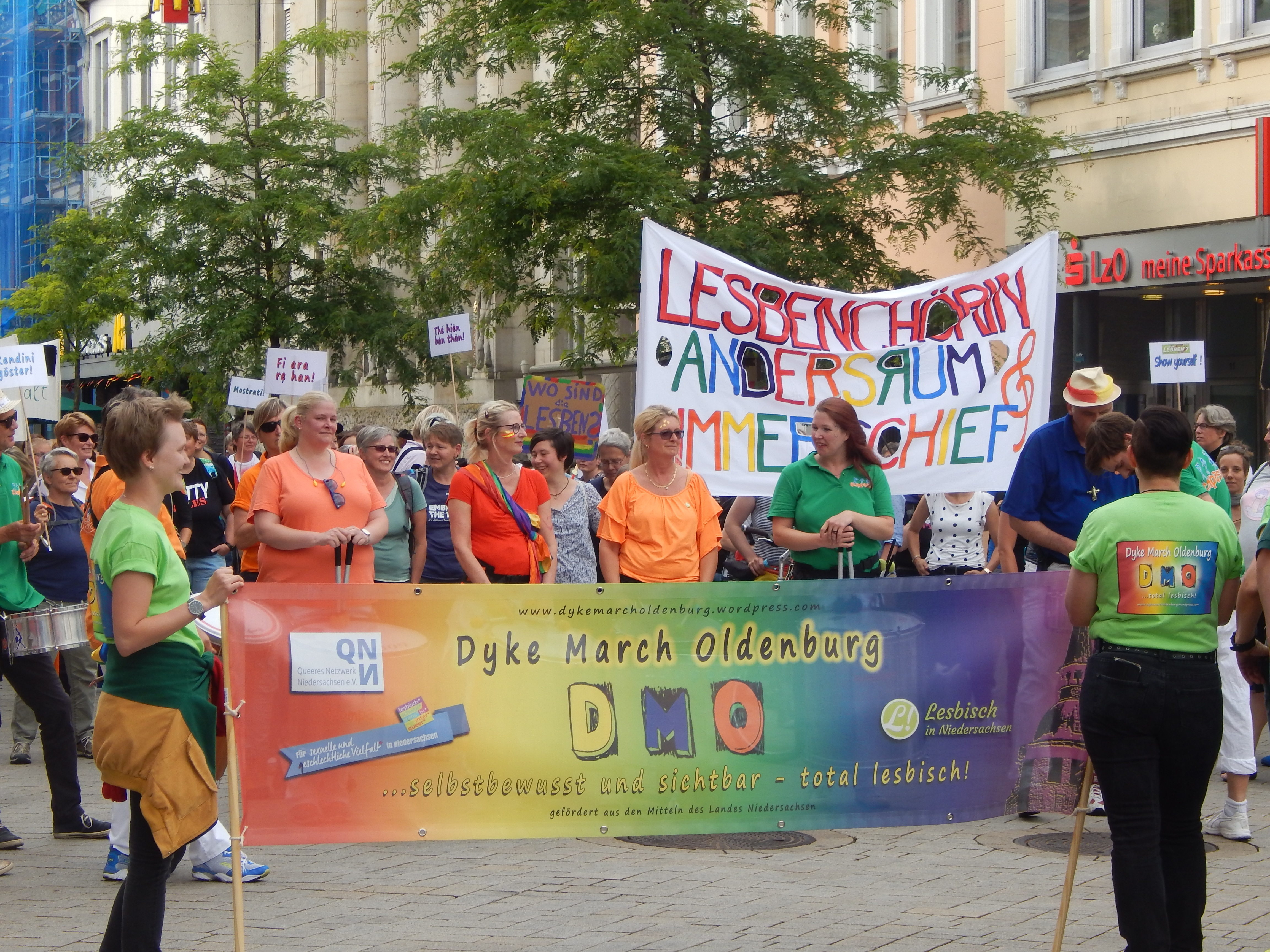
Dyke March en Alemania, 2018.

Las Dyke March se han convertido en eventos populares del orgullo LGBT en todo Estados Unidos y Canadá. Por lo general, no son comerciales, en marcado contraste con los eventos del orgullo patrocinados por empresas, y en algunos participan mujeres bisexuales y trans. También se realizan marchas en varias ciudades europeas. La primera Dyke March del Reino Unido se celebró en Londres en 2012.  En Alemania, se celebra desde 2013. En México, la Marcha Lésbica se fundó en marzo de 2003 y se celebra cada dos años en la Ciudad de México.